# Agustín Toledo
Alejo Agustín Toledo Gamarra (Guernica, 1º marzo 2000) è un calciatore argentino, centrocampista del Temperley.

## Caratteristiche tecniche
È un centrocampista difensivo.

## Carriera
Toledo è cresciuto nel settore giovanile del Temperley ed ha debuttato in prima squadra il 21 marzo 2021 nell'incontro di Primera B Nacional vinto 1-0 contro il Dep. Maipú. Il 6 gennaio 2023 è stato ceduto in prestito al Rosario Central con cui ha debuttato nella massima divisione argentina. Nel gennaio dell'anno successivo è passato con la stessa formula all'Huracán.

## Statistiche

### Presenze e reti nei club
Statistiche aggiornate al 2 aprile 2024.
| Stagione        | Squadra         | Campionato      | Campionato | Campionato | Coppe nazionali | Coppe nazionali | Coppe nazionali | Coppe continentali | Coppe continentali | Coppe continentali | Altre coppe | Altre coppe | Altre coppe | Totale | Totale | Totale |
| Stagione        | Squadra         | Comp            | Pres       | Reti       | Comp            | Pres            | Reti            | Comp               | Pres               | Reti               | Comp        | Pres        | Reti        | Pres   | Reti   |        |
| --------------- | --------------- | --------------- | ---------- | ---------- | --------------- | --------------- | --------------- | ------------------ | ------------------ | ------------------ | ----------- | ----------- | ----------- | ------ | ------ | ------ |
| 2021            | Temperley       | PBN             | 26         | 1          | CA              | 2               | 0               |                    | -                  | -                  |             | -           | -           | 28     | 1      |        |
| 2022            | Temperley       | PBN             | 30         | 1          | CA              | 0               | 0               |                    | -                  | -                  |             | -           | -           | 30     | 1      |        |
| 2023            | Rosario Central | PD              | 11         | 0          | CA+CdL          | 0+14            | 0               |                    | -                  | -                  | TC          | 1           | 0           | 26     | 0      |        |
| 2024            | Huracán         | PD              | 0          | 0          | CA+CdL          | 0+5             | 0               |                    | -                  | -                  |             | -           | -           | 5      | 0      |        |
| Totale carriera | Totale carriera | Totale carriera | 67         | 2          |                 | 21              | 0               |                    | -                  | -                  |             | 1           | 0           | 89     | 2      |        |